# Joachim Hendrik Kromhout

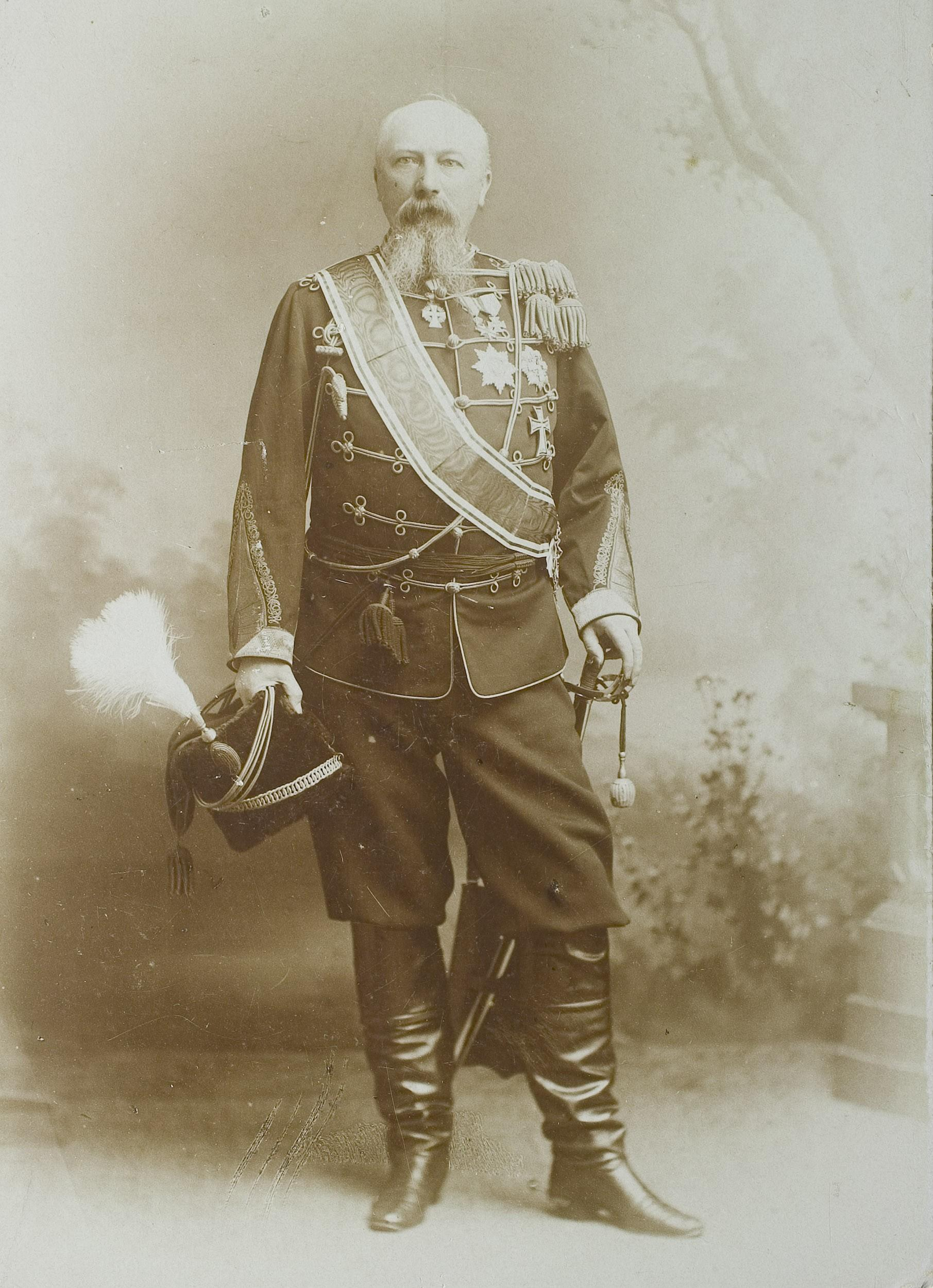
Portretfoto (ten voeten uit) van luitenant-generaal der genie J.H. Kromhout, Inspecteur van het Wapen der Genie van 1886 tot 1895.

Joachim Hendrik Kromhout (Lathum, 12 juni 1835 – Klein Avegoor (Rheden), 29 juli 1897) was een Nederlands officier en publicist. Naar hem werd in 1913 in Utrecht de Geniekazerne hernoemd tot Kromhoutkazerne. Hij was de zoon van de steenfabrikant J.H. Kromhout en S.A.E. de Haas. Zijn echtgenote was H. Bessem, die hem overleefde.

## Carrière
In 1852, op 17-jarige leeftijd, werd Kromhout toegelaten tot de KMA voor het Wapen der Genie. In 1856 werd hij benoemd tot tweede luitenant bij het Korps Ingenieurs, Mineurs en Sappeurs. In 1866 volgde promotie tot kapitein. In 1867 werd Kromhout geplaatst bij de Generale Staf in Den Haag. In 1871 maakte hij ontwerpen voor het moderniseren van de Posten van Krayenhoff 
rond Amsterdam, en gaf zo de aanzet tot de Stelling van Amsterdam.

In 1873 werd hij bevorderd tot majoor. Na verdere bevorderingen en het vervullen van de functie van chef bureau ‘Materieel der Genie’ werd Kromhout in 1886 bevorderd tot luitenant-generaal en Inspecteur van het Wapen der Genie. In 1895, toen Kromhout 60 jaar oud was, dwongen gezondheidsredenen hem ertoe zijn militaire carrière te beëindigen.

## Publicaties
Tijdens zijn militaire carrière schreef Kromhout vele publicaties op militair gebied, onder andere over de vestingwerken in de Nieuwe Hollandse Waterlinie:
- Projet d'un diastimètre électrique pour les batteries de côte ('s Grav. 1867);
- De Stelling van Amsterdam, eene militaire studie (Amst. 1869);
- Les casemattes - traverses avec le rapport officiel des expériences contre l'embouchure ('s Grav. 1869);
- Zakboekje voor den Nederlandschen pionier, met 67 platen(Utr. 1875);
- De genietroepen bij de Engelsche expeditie naar Coomassie in Indische Gids 1880, 2e deel, blz. 204;
- Vademecum voor officieren voor alle wapens, met 125 platen ('s Grav. 1883);
- Een studie op het gebied der veldversterkingskunst, met 6 platen ('s Grav. 1885);
- Proeve eener organisatie van Nederlands weermiddelen ('s Grav. 1894).